# Fais
Fais è un atollo delle Isole Caroline. Amministrativamente è una municipalità del distretto delle isole esterne di Yap, di Yap, uno degli Stati Federati di Micronesia. È la più vicina terra all'abisso Challenger. Fu scoperta da Francisco de Castro nel XVI secolo. Ha una superficie di 3 km² e 192 abitanti (Census 2008).